# Ермаковка (Алтайский край)
Ермако́вка — село в Табунском районе Алтайского края. Входит в состав Лебединского сельсовета.

## История
Основано в 1909 году. В 1928 году деревня состояла из 44 хозяйств, основное население — украинцы. В административном отношении находилась в составе Цветочного сельсовета Славгородского района Славгородского округа Сибирского края.

## Население
| 1926 | 1997 | 1998 | 1999 | 2000 | 2001 | 2002 |
| ---- | ---- | ---- | ---- | ---- | ---- | ---- |
| 239  | ↘49  | →49  | ↗51  | ↘50  | ↘45  | ↘42  |
| 2003 | 2004 | 2005 | 2006 | 2007 | 2008 | 2009 |
| ↘41  | ↘38  | ↘33  | ↘30  | ↗33  | →33  | →33  |
| 2010 | 2011 | 2012 | 2013 |      |      |      |
| ↘30  | ↗32  | ↗35  | ↘32  |      |      |      |

## Улицы
В селе имеется одна улица — Лесная.